# Frederikke Matthiesen
Frederikke Hauge Matthiesen (3 de octubre de 2000) es una deportista danesa que compite en piragüismo en la modalidad de aguas tranquilas.
Ganó una medalla de oro en el Campeonato Mundial de Piragüismo de 2023 y dos medallas en el Campeonato Europeo de Piragüismo, en los años 2022 y 2024. En los Juegos Europeos de Cracovia 2023 consiguió dos medallas, plata en K2 500 m y bronce en K4 500 m.

## Palmarés internacional
| Campeonato Mundial | Campeonato Mundial   | Campeonato Mundial | Campeonato Mundial |
| Año                | Lugar                | Medalla            | Competición        |
| ------------------ | -------------------- | ------------------ | ------------------ |
| 2023               | Duisburgo (Alemania) | Medalla de oro     | K2 500 m           |
| Juegos Europeos    |                      |                    |                    |
| Año                | Lugar                | Medalla            | Competición        |
| 2023               | Cracovia (Polonia)   | Medalla de plata   | K2 500 m           |
| 2023               | Cracovia (Polonia)   | Medalla de bronce  | K4 500 m           |
| Campeonato Europeo |                      |                    |                    |
| Año                | Lugar                | Medalla            | Competición        |
| 2022               | Múnich (Alemania)    | Medalla de plata   | K4 500 m           |
| 2024               | Szeged (Hungría)     | Medalla de oro     | K2 500 m           |